# جون أ. كوروين
جون أ. كوروين (بالإنجليزية: John A. Corwin) هو قاضي ومحامي أمريكي، ولد في 26 أكتوبر 1818 في يوربانا في الولايات المتحدة، وتوفي بنفس المكان في 11 أغسطس 1863 بسبب سل.